# Aníbal Carbonero
Aníbal Carbonero (30 de noviembre de 1983) es un actor español que ha participado en varias series y películas de españolas desde su infancia.
Posteriormente a su carrera audiovisual ha trabajado como diseñador de páginas web, y compite en el circuito profesional del juego de cartas intercambiables Magic: El encuentro, del que fue campeón de España en 2010.

## Series y películas en las que ha participado
- Como el perro y el gato: "La inauguración" (2007).
- Aquí no hay quien viva: "Érase una inauguración" (2004).
- Hospital Central: Dos capítulos: "Reencuentros" (2000); y "Entre Mentiras" (2002).
- El comisario: Cinco capítulos: "Cosas a las que uno nunca se acostumbra", "El diablo en el cuerpo" y "Nada que perder" (2000); y "Bisturí" y "Cachorros" (2001).
- Un chupete para ella: "De un día para otro" (2000).
- Fernández y familia: 16 episodios, todos en 1998.
- A las once en casa: "Un día inolvidable" (1998).
- Querido maestro: "La ley del silencio" (1998).
- Médico de familia: "Fuegos internos" (1996).
- Familia, película de 1996.